# 新开地乡
新开地乡，是中华人民共和国内蒙古自治区赤峰市克什克腾旗下辖的一个乡镇级行政单位。

## 行政区划
新开地乡下辖以下地区：
新道梁村、广华村、新开地村、双山子村、高地村、红石砬村和苇塘河村。